# Koninklijke Harmonie Kunst en Eendracht vzw Lendelede
De Koninklijke Harmonie Kunst en Eendracht vzw Lendelede is een harmonieorkest uit Lendelede dat werd opgericht in 1912.

## Geschiedenis
Het muziekleven te Lendelede begon met een zanggroep in 1898. Deze werd met eenparige beslissing ontbonden en gaf het ontstaan aan een muziekvereniging. Het werden notenleerlessen gegeven en instrumenten aangekocht. Onder Leiding van K. Descheemaeker telde de nog jonge Fanfare Vrij en Vrank toen 40 leden. Processies en feesten werden door de fanfare opgeluisterd. Doch, er ontstonden politieke wrijvingen die het ontstaan gaven aan een tweede muziekvereniging. 
De Eerste Wereldoorlog legde alle activiteiten stil. Na het vredesherstel smolten beide korpsen weer samen en startten onder de nieuwe naam Fanfares Kunst en Eendracht. Maar de groep verzwakte zienderogen en het aantal muzikanten slonk. De Tweede Wereldoorlog remde opnieuw alle activiteiten. Vanaf september 1944 begon de fanfare te herleven. Muziek- en notenleer werden onderwezen en G. Gheysen gaf klarinetles. In 1947/1948 telde de fanfare reeds 50 - 60 leden. Er werd deelgenomen aan festiviteiten. Ter gelegenheid van de huldiging van K. Descheemaeker, 40 jaar dirigent, werden in 1953 grote muziekfeesten gevierd te Lendelede.
In 1958 kregen de actieve leden een uniform. Vanaf 1962 werd de naam van de vereniging veranderd in Koninklijke Harmonie Kunst en Eendracht. In 1966 werd dirigent K. Descheemaeker opgevolgd door J. Deryckere. In hetzelfde jaar ontstond een bijafdeling van de Muziekacademie Izegem. 
In 1971 werd de harmonie laureaat van het provinciaal tornooi te Menen. Het 60-jarig bestaan werd er in 1972 gevierd en de muzikanten kregen een nieuwe uniform. In dit jaar kwam er ook een eerste verbroedering met het Musikverein "Heimat Echo" uit Duitsland.
Het orkest breidde uit tot bijna 100 muzikanten. In 1975 promoveerde de Koninklijke Harmonie Kunst en Eendracht vzw Lendelede naar de ere-afdeling en in 1980 zelfs naar de superieure afdeling. In 2002 vierde de vereniging het 90-jarig bestaan.
In oktober 2011 kwam een fotoboek uit ter gelegenheid van het 100-jarig bestaan.

## Tegenwoordig
Momenteel beschikt de vereniging naast het harmonieorkest ook over een trommelkorps. 

## Dirigenten
- 1912-1966: Karel Descheemaeker
- 1966-1998: José Deryckere
- 1998-: Joost Deryckere